# Temporada 2020 del Campeonato de Fórmula Regional Europea

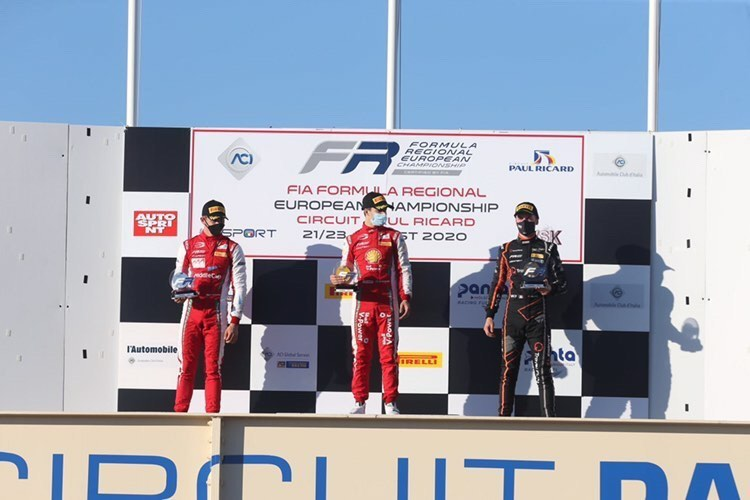
Podio en Paul Ricard.

La temporada 2020 del Campeonato de Fórmula Regional Europea fue la segunda edición de dicho campeonato. Comenzó en Misano el 1 de agosto y finalizó en Vallelunga el 6 de diciembre. Gianluca Petecof ganó el campeonato de pilotos y Prema Powerteam el de equipos.

## Escuderías y pilotos
Todos los participantes compitieron con monoplazas Tatuus T-318-Alfa Romeo.
| Escudería                | N.º | Piloto              | Estado | Rondas |
| ------------------------ | --- | ------------------- | ------ | ------ |
| KIC Motorsport           | 2   | Nico Göhler         |        | 3, 5   |
| KIC Motorsport           | 4   | Jüri Vips           |        | 1-2, 4 |
| KIC Motorsport           | 5   | Patrik Pasma        | N      | Todas  |
| KIC Motorsport           | 7   | Nicola Marinangeli  |        | 7      |
| KIC Motorsport           | 40  | Konsta Lappalainen  |        | Todas  |
| Van Amersfoort Racing    | 3   | Pierre-Louis Chovet | N      | Todas  |
| Van Amersfoort Racing    | 11  | Alessandro Famularo | N      | 3-5    |
| Van Amersfoort Racing    | 23  | Facundo Regalia     | I      | 2      |
| Van Amersfoort Racing    | 62  | Dennis Hauger       |        | 6-8    |
| Prema Powerteam          | 6   | Oliver Rasmussen    | N      | Todas  |
| Prema Powerteam          | 10  | Gianluca Petecof    | N      | Todas  |
| Prema Powerteam          | 14  | Arthur Leclerc      | N      | Todas  |
| Prema Powerteam          | 55  | Jamie Chadwick      |        | Todas  |
| Monolite Racing          | 15  | Matteo Nannini      |        | 6      |
| Monolite Racing          | 99  | Andrea Cola         | N      | 1-5, 8 |
| Gillian Track Events     | 33  | Gillian Henrion     | N      | Todas  |
| DR Formula RP Motorsport | 41  | Emidio Pesce        | N      | Todas  |
| DR Formula RP Motorsport | 45  | Ian Rodríguez       |        | 7      |
| Fuente:                  |     |                     |        |        |

| Icono | Leyenda  |
| ----- | -------- |
| N     | Novato   |
| I     | Invitado |

## Calendario
| Ronda   | Ronda | Circuito                                             | Fecha            |
| ------- | ----- | ---------------------------------------------------- | ---------------- |
| 1       | C1    | Misano World Circuit Marco Simoncelli, Emilia-Romaña | 2 de agosto      |
| 1       | C2    | Misano World Circuit Marco Simoncelli, Emilia-Romaña | 2 de agosto      |
| 1       | C3    | Misano World Circuit Marco Simoncelli, Emilia-Romaña | 2 de agosto      |
| 2       | C1    | Circuito Paul Ricard, Le Castellet                   | 23 de agosto     |
| 2       | C2    | Circuito Paul Ricard, Le Castellet                   | 23 de agosto     |
| 2       | C3    | Circuito Paul Ricard, Le Castellet                   | 23 de agosto     |
| 3       | C1    | Red Bull Ring, Spielberg                             | 13 de septiembre |
| 3       | C2    | Red Bull Ring, Spielberg                             | 13 de septiembre |
| 3       | C3    | Red Bull Ring, Spielberg                             | 13 de septiembre |
| 4       | C1    | Autódromo Internacional del Mugello, Scarperia       | 4 de octubre     |
| 4       | C2    | Autódromo Internacional del Mugello, Scarperia       | 4 de octubre     |
| 4       | C3    | Autódromo Internacional del Mugello, Scarperia       | 4 de octubre     |
| 5       | C1    | Autodromo Nazionale di Monza, Monza                  | 18 de octubre    |
| 5       | C2    | Autodromo Nazionale di Monza, Monza                  | 18 de octubre    |
| 5       | C3    | Autodromo Nazionale di Monza, Monza                  | 18 de octubre    |
| 6       | C1    | Circuito de Barcelona-Cataluña, Montmeló             | 1 de noviembre   |
| 6       | C2    | Circuito de Barcelona-Cataluña, Montmeló             | 1 de noviembre   |
| 6       | C3    | Circuito de Barcelona-Cataluña, Montmeló             | 1 de noviembre   |
| 7       | C1    | Autodromo Enzo e Dino Ferrari, Imola                 | 22 de noviembre  |
| 7       | C2    | Autodromo Enzo e Dino Ferrari, Imola                 | 22 de noviembre  |
| 7       | C3    | Autodromo Enzo e Dino Ferrari, Imola                 | 22 de noviembre  |
| 8       | C1    | Autódromo de Vallelunga Piero Taruffi, Vallelunga    | 6 de diciembre   |
| 8       | C2    | Autódromo de Vallelunga Piero Taruffi, Vallelunga    | 6 de diciembre   |
| 8       | C3    | Autódromo de Vallelunga Piero Taruffi, Vallelunga    | 6 de diciembre   |
| Fuente: |       |                                                      |                  |

### Cambios
- Debido a la epidemia por coronavirus, la primera ronda que iba a ser disputada en Paul Ricard fue pospuesta para los días 21, 22 y 23 de agosto.[20] El 8 de abril fue anunciada la pospuesta de las rondas de Monza e Imola.[21]
- El 19 de mayo tras varias pospuestas, fue confirmado un nuevo calendario para el inicio de la temporada.[22] En junio, fue confirmado el calendario final, reemplazando Budapest por Misano.[23]

## Resultados
| Ronda   | Ronda | Ronda        | Pole Position       | Vuelta rápida                                 | Piloto ganador                                | Escudería ganadora                            | Novato ganador                                |
| ------- | ----- | ------------ | ------------------- | --------------------------------------------- | --------------------------------------------- | --------------------------------------------- | --------------------------------------------- |
| 1       | C1    | Misano       | Arthur Leclerc      | Jüri Vips                                     | Oliver Rasmussen                              | Prema Powerteam                               | Oliver Rasmussen                              |
| 1       | C2    | Misano       | Arthur Leclerc      | Gianluca Petecof                              | Arthur Leclerc                                | Prema Powerteam                               | Arthur Leclerc                                |
| 1       | C3    | Misano       | Arthur Leclerc      | Arthur Leclerc                                | Gianluca Petecof                              | Prema Powerteam                               | Gianluca Petecof                              |
| 2       | C1    | Le Castellet | Arthur Leclerc      | Arthur Leclerc                                | Arthur Leclerc                                | Prema Powerteam                               | Arthur Leclerc                                |
| 2       | C2    | Le Castellet | Gianluca Petecof    | Jüri Vips                                     | Gianluca Petecof                              | Prema Powerteam                               | Gianluca Petecof                              |
| 2       | C3    | Le Castellet | Gianluca Petecof    | Gianluca Petecof                              | Arthur Leclerc                                | Prema Powerteam                               | Arthur Leclerc                                |
| 3       | C1    | Spielberg    | Gianluca Petecof    | Gianluca Petecof                              | Gianluca Petecof                              | Prema Powerteam                               | Gianluca Petecof                              |
| 3       | C2    | Spielberg    | Gianluca Petecof    | Gianluca Petecof                              | Oliver Rasmussen                              | Prema Powerteam                               | Oliver Rasmussen                              |
| 3       | C3    | Spielberg    | Gianluca Petecof    | Gianluca Petecof                              | Gianluca Petecof                              | Prema Powerteam                               | Gianluca Petecof                              |
| 4       | C1    | Mugello      | Oliver Rasmussen    | Jüri Vips                                     | Arthur Leclerc                                | Prema Powerteam                               | Arthur Leclerc                                |
| 4       | C2    | Mugello      | Arthur Leclerc      | Pierre-Louis Chovet                           | Arthur Leclerc                                | Prema Powerteam                               | Arthur Leclerc                                |
| 4       | C3    | Mugello      | Arthur Leclerc      | Gianluca Petecof                              | Arthur Leclerc                                | Prema Powerteam                               | Arthur Leclerc                                |
| 5       | C1    | Monza        | Patrik Pasma        | Oliver Rasmussen                              | Patrik Pasma                                  | KIC Motorsport                                | Gianluca Petecof                              |
| 5       | C2    | Monza        | Patrik Pasma        | Oliver Rasmussen                              | Oliver Rasmussen                              | Prema Powerteam                               | Oliver Rasmussen                              |
| 5       | C3    | Monza        | Arthur Leclerc      | Gianluca Petecof                              | Patrik Pasma                                  | KIC Motorsport                                | Gianluca Petecof                              |
| 6       | C1    | Barcelona    | Pierre-Louis Chovet | Pierre-Louis Chovet                           | Oliver Rasmussen                              | Prema Powerteam                               | Oliver Rasmussen                              |
| 6       | C2    | Barcelona    | Dennis Hauger       | Oliver Rasmussen                              | Oliver Rasmussen                              | Prema Powerteam                               | Oliver Rasmussen                              |
| 6       | C3    | Barcelona    | Dennis Hauger       | Pierre-Louis Chovet                           | Pierre-Louis Chovet                           | Van Amersfoort Racing                         | Pierre-Louis Chovet                           |
| 7       | C1    | Imola        | Oliver Rasmussen    | Dennis Hauger                                 | Ian Rodríguez                                 | DR Formula RP Motorsport                      | Arthur Leclerc                                |
| 7       | C2    | Imola        | Arthur Leclerc      | Patrik Pasma                                  | Patrik Pasma                                  | KIC Motorsport                                | Gianluca Petecof                              |
| 7       | C3    | Imola        | Patrik Pasma        | Patrik Pasma                                  | Patrik Pasma                                  | KIC Motorsport                                | Arthur Leclerc                                |
| 8       | C1    | Vallelunga   | Oliver Rasmussen    | Patrik Pasma                                  | Dennis Hauger                                 | Van Amersfoort Racing                         | Oliver Rasmussen                              |
| 8       | C2    | Vallelunga   | Oliver Rasmussen    | Cancelada debido a las condiciones climáticas | Cancelada debido a las condiciones climáticas | Cancelada debido a las condiciones climáticas | Cancelada debido a las condiciones climáticas |
| 8       | C3    | Vallelunga   | Oliver Rasmussen    | Konsta Lappalainen                            | Oliver Rasmussen                              | Prema Powerteam                               | Oliver Rasmussen                              |
| Fuente: |       |              |                     |                                               |                                               |                                               |                                               |

## Clasificaciones

### Puntuaciones
| Posición | 1.º | 2.º | 3.º | 4.º | 5.º | 6.º | 7.º | 8.º | 9.º | 10.º |
| Puntos   | 25  | 18  | 15  | 12  | 10  | 8   | 6   | 4   | 2   | 1    |

### Campeonato de Pilotos
| Pos.                                         | Piloto              | MIS | MIS | MIS | LEC | LEC | LEC | SPI | SPI | SPI | MUG | MUG | MUG | MNZ | MNZ | MNZ | BAR | BAR | BAR | IMO | IMO | IMO | VLL | VLL | VLL | Puntos |
| -------------------------------------------- | ------------------- | --- | --- | --- | --- | --- | --- | --- | --- | --- | --- | --- | --- | --- | --- | --- | --- | --- | --- | --- | --- | --- | --- | --- | --- | ------ |
| 1                                            | Gianluca Petecof    | 4   | 2   | 1   | 2   | 1   | 2   | 1   | 2   | 1   | 4   | 3   | 2   | 2   | 6   | 2   | 5   | 6   | 3   | 8   | 3   | 4   | 4   | C   | 5   | 359    |
| 2                                            | Arthur Leclerc      | Ret | 1   | 2   | 1   | 2   | 1   | 2   | 3   | 2   | 1   | 1   | 1   | 3   | 9†  | 6   | 2   | 5   | 4   | 3   | Ret | 2   | 6   | C   | Ret | 343    |
| 3                                            | Oliver Rasmussen    | 1   | 3   | 3   | 6   | 5   | 4   | 3   | 1   | 3   | 3   | 6   | 3   | 4   | 1   | 4   | 1   | 1   | 5   | DNS | 6   | 6   | 3   | C   | 1   | 343    |
| 4                                            | Patrik Pasma        | 2   | 4   | 5   | 5   | 6   | 5   | 4   | 5   | 6   | 8   | 9   | 4   | 1   | 4   | 1   | 4   | 4   | 8   | 6   | 1   | 1   | 2   | C   | 6   | 290    |
| 5                                            | Pierre-Louis Chovet | 5   | 5   | 7   | 3   | 4   | 7   | 5   | 4   | 7   | 5   | 2   | 7   | 11  | 3   | 5   | 7   | 3   | 1   | 4   | 5   | 3   | Ret | C   | 3   | 244    |
| 6                                            | Konsta Lappalainen  | 9†  | 7   | Ret | 8   | Ret | 6   | Ret | 7   | 11  | 7   | DNS | 5   | 7   | 2   | 3   | 6   | 10  | 7   | 5   | 7   | 8   | 5   | C   | 4   | 140    |
| 7                                            | Dennis Hauger       |     |     |     |     |     |     |     |     |     |     |     |     |     |     |     | 3   | 2   | 2   | 2   | 4   | 5   | 1   | C   | 2   | 134    |
| 8                                            | Jüri Vips           | Ret | 6   | 4   | 4   | 3   | 3   |     |     |     | 2   | 10  | Ret |     |     |     |     |     |     |     |     |     |     |     |     | 81     |
| 9                                            | Jamie Chadwick      | 3   | 8   | 6   | 10  | 10† | 9   | Ret | 10  | 5   | 9   | 7   | 8   | 10  | Ret | 8   | 10  | 9   | 10  | Ret | 9   | 10  | 8   | C   | 7   | 80     |
| 10                                           | Gillian Henrion     | 8†  | 10  | 8   | 9   | 8   | 10  | Ret | Ret | 8   | DNS | 4   | 10  | 6   | Ret | Ret | 8   | 7   | 9   | 7   | 8   | Ret | 7   | C   | 8   | 78     |
| 11                                           | Alessandro Famularo |     |     |     |     |     |     | 7   | 6   | 4   | 6   | 5   | 6   | 5   | 5   | 10  |     |     |     |     |     |     |     |     |     | 73     |
| 12                                           | Emidio Pesce        | 7   | 11  | Ret | 11  | 11† | DNS | 8   | 8   | 9   | Ret | 8   | 9   | 8   | 7   | 7   | 11  | 11  | 11  | 10  | 11  | 7   | 9   | C   | 10  | 50     |
| 13                                           | Ian Rodríguez       |     |     |     |     |     |     |     |     |     |     |     |     |     |     |     |     |     |     | 1   | 2   | 9   |     |     |     | 45     |
| 14                                           | Andrea Cola         | 6   | 9   | 9   | 12  | 9   | 11  | 9   | 11  | 10  | Ret | Ret | 11† | 12  | 8   | 9   |     |     |     |     |     |     | WD  | C   | WD  | 26     |
| 15                                           | Matteo Nannini      |     |     |     |     |     |     |     |     |     |     |     |     |     |     |     | 9   | 8   | 6   |     |     |     |     |     |     | 14     |
| 16                                           | Nico Göhler         |     |     |     |     |     |     | 6   | 9   | Ret |     |     |     | 9   | Ret | DNS |     |     |     |     |     |     |     |     |     | 12     |
| 17                                           | Nicola Marinangeli  |     |     |     |     |     |     |     |     |     |     |     |     |     |     |     |     |     |     | 9   | 10  | 11  | 10  | C   | 9   | 6      |
| Pilotos invitados no aptos para sumar puntos |                     |     |     |     |     |     |     |     |     |     |     |     |     |     |     |     |     |     |     |     |     |     |     |     |     |        |
| NC                                           | Facundo Regalia     |     |     |     | 7   | 7   | 8   |     |     |     |     |     |     |     |     |     |     |     |     |     |     |     |     |     |     | 0      |
| Pos.                                         | Piloto              | MIS | MIS | MIS | LEC | LEC | LEC | SPI | SPI | SPI | MUG | MUG | MUG | MNZ | MNZ | MNZ | BAR | BAR | BAR | IMO | IMO | IMO | VLL | VLL | VLL | Puntos |

| Color     | Resultado                                                               |
| --------- | ----------------------------------------------------------------------- |
| Oro       | Ganador                                                                 |
| Plata     | 2.ª plaza                                                               |
| Bronce    | 3.ª plaza                                                               |
| Verde     | Finalizó en los puntos                                                  |
| Azul      | Finalizó sin puntos                                                     |
| Azul      | NC - No clasificado                                                     |
| Violeta   | Ret - No terminó (Carrera)                                              |
| Rojo      | DNQ - No se clasificó                                                   |
| Negro     | DSQ - Descalificado                                                     |
| Blanco    | DNS - No empezó (carrera)                                               |
| Blanco    | WD - Retirado (fin de semana)                                           |
| Blanco    | C - Carrera cancelada                                                   |
| Sin color | DNP - Inscrito pero no participó                                        |
| Sin color | INJ - Lesionado                                                         |
| Sin color | EX - Excluido                                                           |
| Estado    | Resultado                                                               |
| Negrita   | Pole position                                                           |
| Cursiva   | Vuelta rápida                                                           |
| †         | Abandona, pero clasifica al completar el porcentaje requerido para ello |

Fuente:f3regional.com

### Campeonato de Novatos
| Pos. | Piloto              | MIS | MIS | MIS | LEC | LEC | LEC | SPI | SPI | SPI | MUG | MUG | MUG | MNZ | MNZ | MNZ | BAR | BAR | BAR | IMO | IMO | IMO | VLL | VLL | VLL | Puntos |
| ---- | ------------------- | --- | --- | --- | --- | --- | --- | --- | --- | --- | --- | --- | --- | --- | --- | --- | --- | --- | --- | --- | --- | --- | --- | --- | --- | ------ |
| 1    | Gianluca Petecof    | 4   | 2   | 1   | 2   | 1   | 2   | 1   | 2   | 1   | 4   | 3   | 2   | 2   | 6   | 2   | 5   | 6   | 3   | 8   | 3   | 4   | 4   | C   | 5   | 430    |
| 2    | Oliver Rasmussen    | 1   | 3   | 3   | 6   | 5   | 4   | 3   | 1   | 3   | 3   | 6   | 3   | 4   | 1   | 4   | 1   | 1   | 5   | DNS | 6   | 6   | 3   | C   | 1   | 387    |
| 3    | Arthur Leclerc      | Ret | 1   | 2   | 1   | 2   | 1   | 2   | 3   | 2   | 1   | 1   | 1   | 3   | 9†  | 6   | 2   | 5   | 4   | 3   | Ret | 2   | 6   | C   | Ret | 386    |
| 4    | Pierre-Louis Chovet | 5   | 5   | 7   | 3   | 4   | 7   | 5   | 4   | 7   | 5   | 2   | 7   | 11  | 3   | 5   | 7   | 3   | 1   | 4   | 5   | 3   | Ret | C   | 3   | 321    |
| 5    | Gillian Henrion     | 8†  | 10  | 8   | 9   | 8   | 10  | Ret | Ret | 8   | DNS | 4   | 10  | 6   | Ret | Ret | 8   | 7   | 9   | 7   | 8   | Ret | 7   | C   | 8   | 173    |
| 6    | Emidio Pesce        | 7   | 11  | Ret | 11  | 11† | DNS | 8   | 8   | 9   | Ret | 8   | 9   | 8   | 7   | 7   | 11  | 11  | 11  | 10  | 11  | 7   | 9   | C   | 10  | 168    |
| 7    | Alessandro Famularo |     |     |     |     |     |     | 7   | 6   | 4   | 6   | 5   | 6   | 5   | 5   | 10  |     |     |     |     |     |     |     |     |     | 97     |
| 8    | Andrea Cola         | 6   | 9   | 9   | 12  | 9   | 11  | 9   | 11  | 10  | Ret | Ret | 11† | 12  | 8   | 9   |     |     |     |     |     |     | WD  | WD  | WD  | 92     |
| Pos. | Piloto              | MIS | MIS | MIS | LEC | LEC | LEC | SPI | SPI | SPI | MUG | MUG | MUG | MNZ | MNZ | MNZ | BAR | BAR | BAR | IMO | IMO | IMO | VLL | VLL | VLL | Puntos |

| Color     | Resultado                                                               |
| --------- | ----------------------------------------------------------------------- |
| Oro       | Ganador                                                                 |
| Plata     | 2.ª plaza                                                               |
| Bronce    | 3.ª plaza                                                               |
| Verde     | Finalizó en los puntos                                                  |
| Azul      | Finalizó sin puntos                                                     |
| Azul      | NC - No clasificado                                                     |
| Violeta   | Ret - No terminó (Carrera)                                              |
| Rojo      | DNQ - No se clasificó                                                   |
| Negro     | DSQ - Descalificado                                                     |
| Blanco    | DNS - No empezó (carrera)                                               |
| Blanco    | WD - Retirado (fin de semana)                                           |
| Blanco    | C - Carrera cancelada                                                   |
| Sin color | DNP - Inscrito pero no participó                                        |
| Sin color | INJ - Lesionado                                                         |
| Sin color | EX - Excluido                                                           |
| Estado    | Resultado                                                               |
| Negrita   | Pole position                                                           |
| Cursiva   | Vuelta rápida                                                           |
| †         | Abandona, pero clasifica al completar el porcentaje requerido para ello |

Fuente:f3regional.com

### Campeonato de Escuderías
| Pos. | Escudería                | Puntos |
| ---- | ------------------------ | ------ |
| 1    | Prema Powerteam          | 842    |
| 2    | KIC Motorsport           | 495    |
| 3    | Van Amersfoort Racing    | 451    |
| 4    | DR Formula RP Motorsport | 95     |
| 5    | Gillian Track Events     | 78     |
| 6    | Monolite Racing          | 40     |

Fuente:f3regional.com